# فيلاكوايران دي لوس إنفانتس
بلدية فيلاكوايران دي لوس إنفانتس (بالإسبانية: Villaquirán de los Infantes)‏, هي إحدى بلديات مقاطعة برغش, التي تقع في منطقة قشتالة وليون, والتي تقع في شمال غرب إسبانيا.
يبلغ عدد سكانها 200 نسمة وفقاً لإحصائية سنة (2002).